# Collecchio
Collécchio (Colècc' in dialetto parmigiano) è un comune italiano di 14 842 abitanti della provincia di Parma in Emilia-Romagna. Fa parte dell'Unione Pedemontana Parmense, di cui è il capoluogo.

## Geografia fisica
Collecchio sorge sulla riva destra del fiume Taro, a una decina di chilometri a sud-ovest di Parma, cui è collegato attraverso la strada statale 62 della Cisa e la linea ferroviaria Parma-La Spezia.
Il territorio comunale è quasi totalmente pianeggiante, a eccezione della zona collinare su cui si trova una porzione del centro di Collecchio, sviluppata attorno alla pieve di San Prospero. Dal margine sud-ovest dell'abitato si sviluppa il parco naturale regionale dei Boschi di Carrega, che prosegue nell'adiacente comune di Sala Baganza.

## Origini del nome
La località era nota in epoca altomedievale col toponimo in lingua latina Colliculum, ossia "piccolo colle", in riferimento al rilievo su cui sorse il centro abitato.

## Storia
Le più antiche tracce umane rinvenute nella zona risalgono al Paleolitico, ma i primi insediamenti sorsero probabilmente durante l'età del bronzo, quando i Terramaricoli edificarono due villaggi palafitticoli al Torrazzo di Madregolo e sul Poggio di Collecchio.
In epoca romana si sviluppò, forse nella zona del Poggio, il centro di Sustrina o Sustizia, importante per la collocazione lungo la prosecuzione della via Aemilia Scauri che, passando per Forum Novum, univa Parma a Luni; l'insediamento, rivale della vicina città di Parma, fu raso al suolo nel 27 a.C. per volere dell'imperatore Ottaviano Augusto.
Dopo la caduta dell'Impero romano d'Occidente, nella zona i Longobardi fondarono alcuni piccoli centri abitati, come testimoniato dal rinvenimento di alcune sepolture.
Già in epoca altomedievale la vicinanza con la via Francigena, percorsa dai pellegrini diretti dal Nord Europa alla città di Roma, favorì l'edificazione della pieve di San Martino a Mecritulus e di quella di San Prospero a Colliculum, oltre alla costruzione di numerosi xenodochi per viandanti.
Tuttavia, il primo documento che attesti l'esistenza di un nucleo abitato risale al 929, quando il territorio dipendeva direttamente dall'autorità episcopale di Parma.
Il 5 aprile 989 l'imperatore del Sacro Romano Impero Ottone III di Sassonia confermò i diritti su Coliclo e su numerose altre terre del Parmense al vescovo Sigefredo II, che nel 995 donò al capitolo della Cattedrale di Parma la curte collecchiese, insieme a molte altre.
La località fu menzionata anche nel 1028, nell'atto di vendita di numerose terre del Parmense da parte di Ildegarda, figlia di Oddone il Salico, alla chiesa di San Pietro di Parma, e nel 1068, nella donazione di un cospicuo numero di beni effettuata da Itta al capitolo della Cattedrale di Parma.
Fu forse costruito nell'XI secolo il castello di Collecchio, che, più che un maniero nel senso del termine, era probabilmente un palazzo comitale fortificato; l'edificio, sui cui resti sarebbe sorta nel XVI secolo la villa Paveri Fontana, fu menzionato in un documento del 1073, in cui il vescovo Everardo confermò alla badessa Berta del monastero di San Paolo la proprietà di alcuni beni nella corte di Collecchio.
Nel 1195 l'imperatore del Sacro Romano Impero Enrico VI di Svevia confermò al vescovo Obizzo Fieschi il possesso del feudo e lo stesso fece Ottone IV di Brunswick nel 1210; tuttavia, anche il Comune di Parma vantava diritti sul luogo e un accordo fu raggiunto solo nel 1221, in seguito all'intervento del papa Onorio III, che assegnò al vescovo di Parma il potere su Collecchio, Colorno, Poviglio, Gualtieri, Montecchio, Castrignano, Corniglio, Rigosa, Vallisnera, Berceto, Terenzo, Pietrabalza, Pietramogolana, Corniana e Bardone.
Nel 1303 i Rossi, da tempo proprietari di numerose terre nella zona di Collecchio, si rifugiarono in seguito alla loro cacciata da Parma nel loro castello di Mancapane, posto sul Poggio. Nel 1305 le truppe parmigiane conquistarono il maniero, ma presto i Rossi contrattaccarono e ripresero possesso della fortificazione, con l'intenzione di spingersi a Montechiarugolo in aiuto di Giovannino Sanvitale. Tuttavia, Giberto III da Correggio intuì le loro intenzioni e si mosse rapidamente verso Collecchio, ove attaccò il castello, che, durante gli aspri scontri, fu distrutto, con pesanti conseguenze anche sul vicino borgo collecchiese.
Sorte analoga toccò nel 1325 al castello vescovile, che fu attaccato e raso al suolo dalle truppe dei Pallavicino alleate del signore di Milano Azzone Visconti; nel 1335 i parmigiani lo ricostruirono, ma l'anno successivo gli Scaligeri lo assaltarono e lo distrussero nuovamente.
Il borgo di Collecchio, dipendente dal Comune di Parma, subì nel 1417 le scorrerie di Alberico II da Barbiano; per questo gli abitanti nel 1428 edificarono una bastia difensiva, ma il podestà di Parma Rolando Lampugnani la fece demolire per evitare che potesse cadere in mani nemiche. Nel 1449 la località fu interessata ancora da scontri tra Jacopo Piccinino, che, alleato dai parmigiani, si asserragliò a Collecchio, e Pier Maria II de' Rossi, che, alleato di Francesco Sforza, si stanziò nel castello di Felino.
Tornato nelle mani dei parmigiani, il feudo nel 1513 fu occupato dalla contessa Sanvitale di Sala Baganza, ma nel 1522 il conte Girolamo lo rivendette al Comune di Parma.
Nei decenni seguenti i marchesi Prati, poi Dalla Rosa Prati, iniziarono ad acquistare terre ed edifici a Collecchio, ove nel 1574 fecero costruire, sui resti del palazzo comitale, la loro villa estiva; si occuparono anche, in nome dei Farnese, di incarichi amministrativi sia in città che nel borgo. Nel 1777 furono insigniti da parte del duca Ferdinando di Borbone dei diritti feudali su Collecchio, Collecchiello e Madregolo, che mantennero fino alla loro abolizione sancita da Napoleone nel 1805.
L'anno seguente Collecchio divenne sede di Comune (o mairie), comprendente anche le frazioni di Collecchiello, Madregolo e Giarola. San Martino Sinzano, comune autonomo istituito per decreto napoleonico, fu annesso nel 1866, perdendo parte del territorio a vantaggio dei comuni limitrofi di Parma e San Pancrazio Parmense. Gaiano e Oppiano, appartenenti a Sala Baganza, furono aggregate nel 1869, mentre Ozzano Taro, appartenente a Fornovo di Taro, fu unita solo nel 1894.
Durante la seconda guerra mondiale, nel 1944 Collecchio subì in più occasioni le incursioni degli aerei alleati, che causarono molteplici vittime; oltre al centro abitato, nel mese di luglio di quell'anno fu colpita la polveriera che sorgeva nei pressi di Pontescodogna. Il paese fu liberato il 27 aprile 1945 grazie all'azione dei soldati dell'esercito brasiliano.

### Simboli

Stemma comunale

Gonfalone comunale

Lo stemma e il gonfalone sono stati concessi con DPR del 23 settembre 1970.

#### Stemma
(Statuto comunale)

#### Gonfalone
(Statuto comunale)

## Monumenti e luoghi d'interesse

### Architetture religiose

#### Pieve di San Prospero

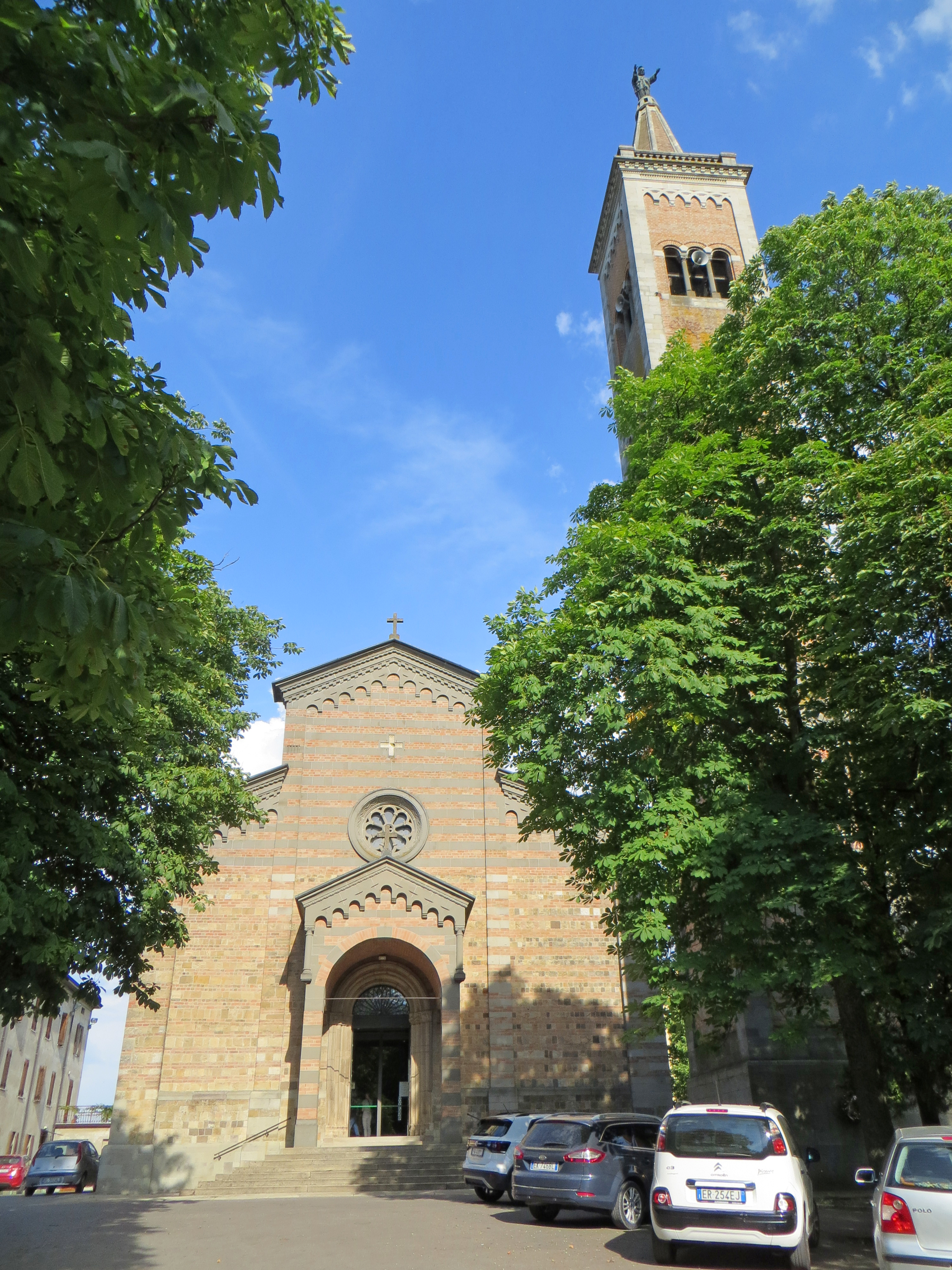
Facciata della pieve di San Prospero

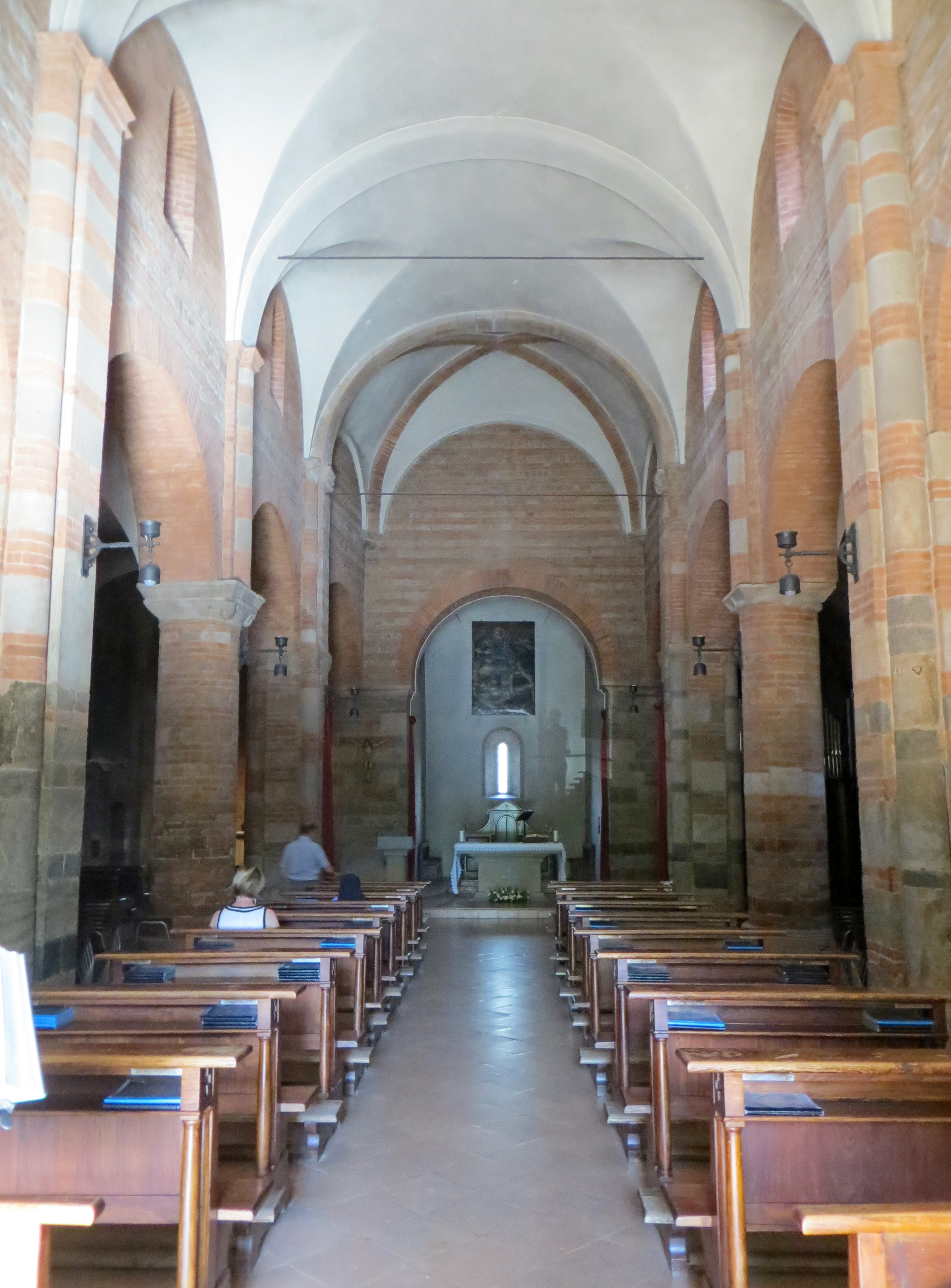
Navata centrale della pieve di San Prospero

Edificata originariamente in stile romanico lombardo verso la fine dell'XI secolo, la pieve, posta lungo la Via Francigena, fu ampliata nel XIII secolo e parzialmente modificata nel XV, nel XVI e nel XVIII; nel XX secolo fu avviata una serie di lavori finalizzata a ripristinare l'aspetto romanico lombardo della chiesa, che comportarono nel 1912 la demolizione delle cappelle laterali cinquecentesche, nel 1922 l'edificazione della torre campanaria e nel 1935 la ricostruzione della facciata. Dell'edificio originario restano le absidi laterali e i pilastri con capitelli della navata centrale, mentre della ristrutturazione duecentesca rimangono l'abside rettangolare nel mezzo, la torre-tiburio, il portale d'ingresso e l'impianto basilicale a tre navate, coperte da quattrocentesche volte a crociera; all'interno sono inoltre conservati la calcarea fonte battesimale romanica e un marmoreo bassorilievo raffigurante il Battesimo di Cristo, in stile bizantino, entrambi risalenti al XIII secolo.

#### Chiesa di San Martino a Madregolo

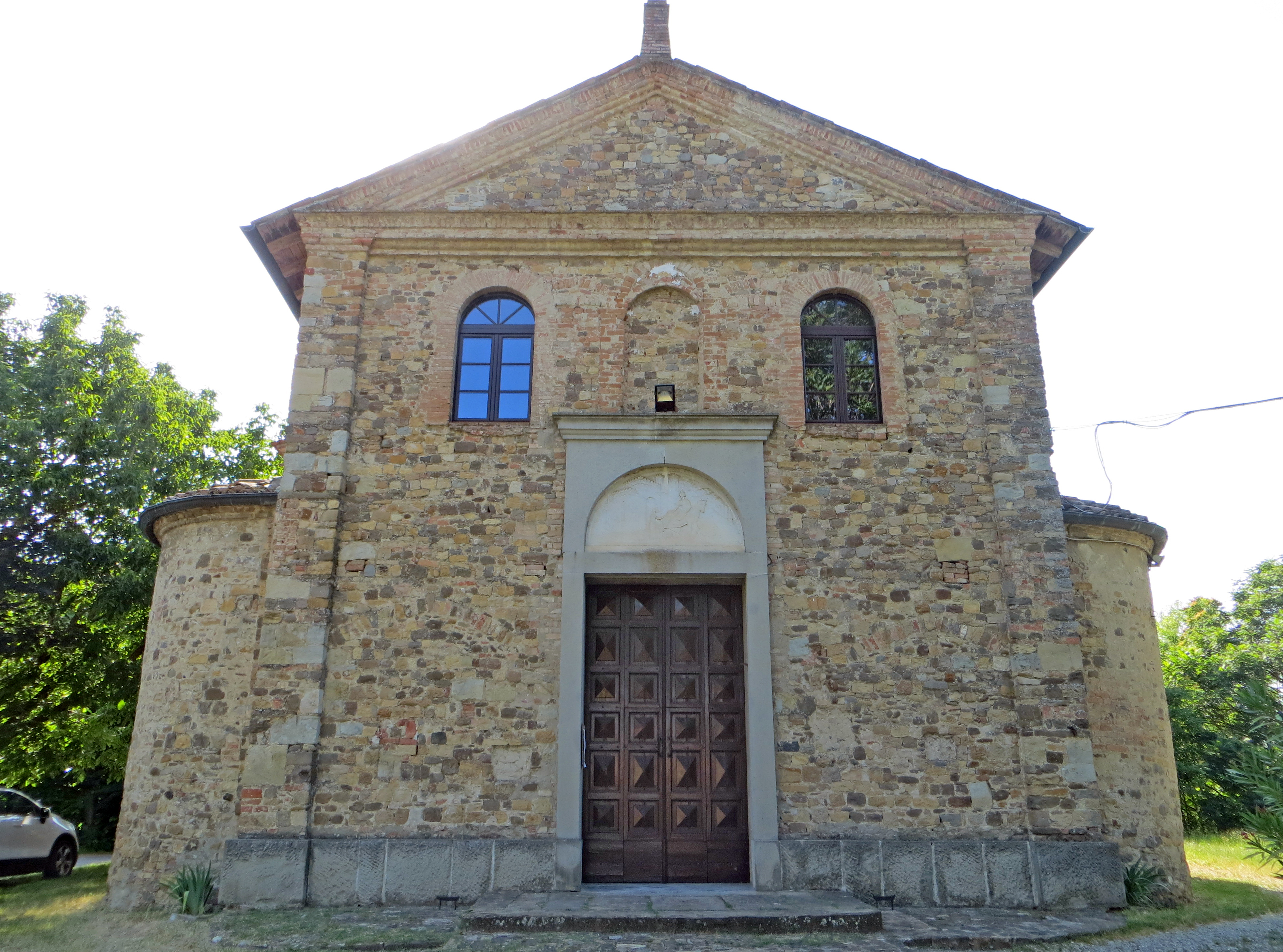
Facciata della chiesa di San Martino a Madregolo

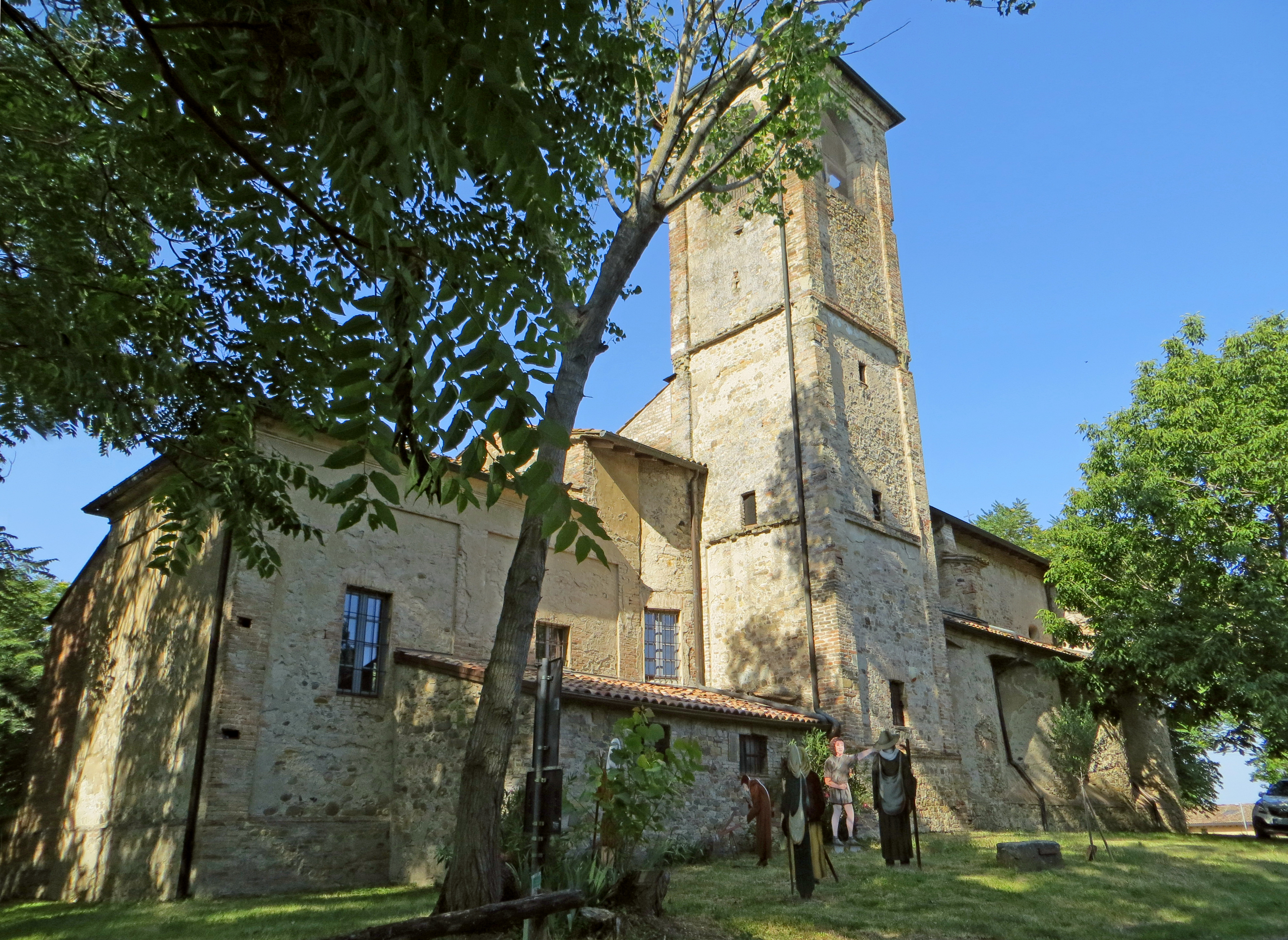
Abside e lato sud della chiesa di San Martino a Madregolo

Edificata probabilmente nel XII secolo, dopo la distruzione della pieve di Garfagnana a causa di una rovinosa piena del fiume Taro, la chiesa romanica di Madregolo fu quasi completamente ricostruita in stile barocco nel 1636, riutilizzando parte dei materiali dell'antico edificio. Il tempio conserva, murati negli spigoli del campanile, quattro capitelli raffiguranti gli Evangelisti, risalenti al XII secolo; all'interno sono inoltre presenti vari dipinti seicenteschi, settecenteschi e ottocenteschi, tra cui la pala rappresentante San Martino e il povero.

#### Chiesa di San Vitale a Lemignano

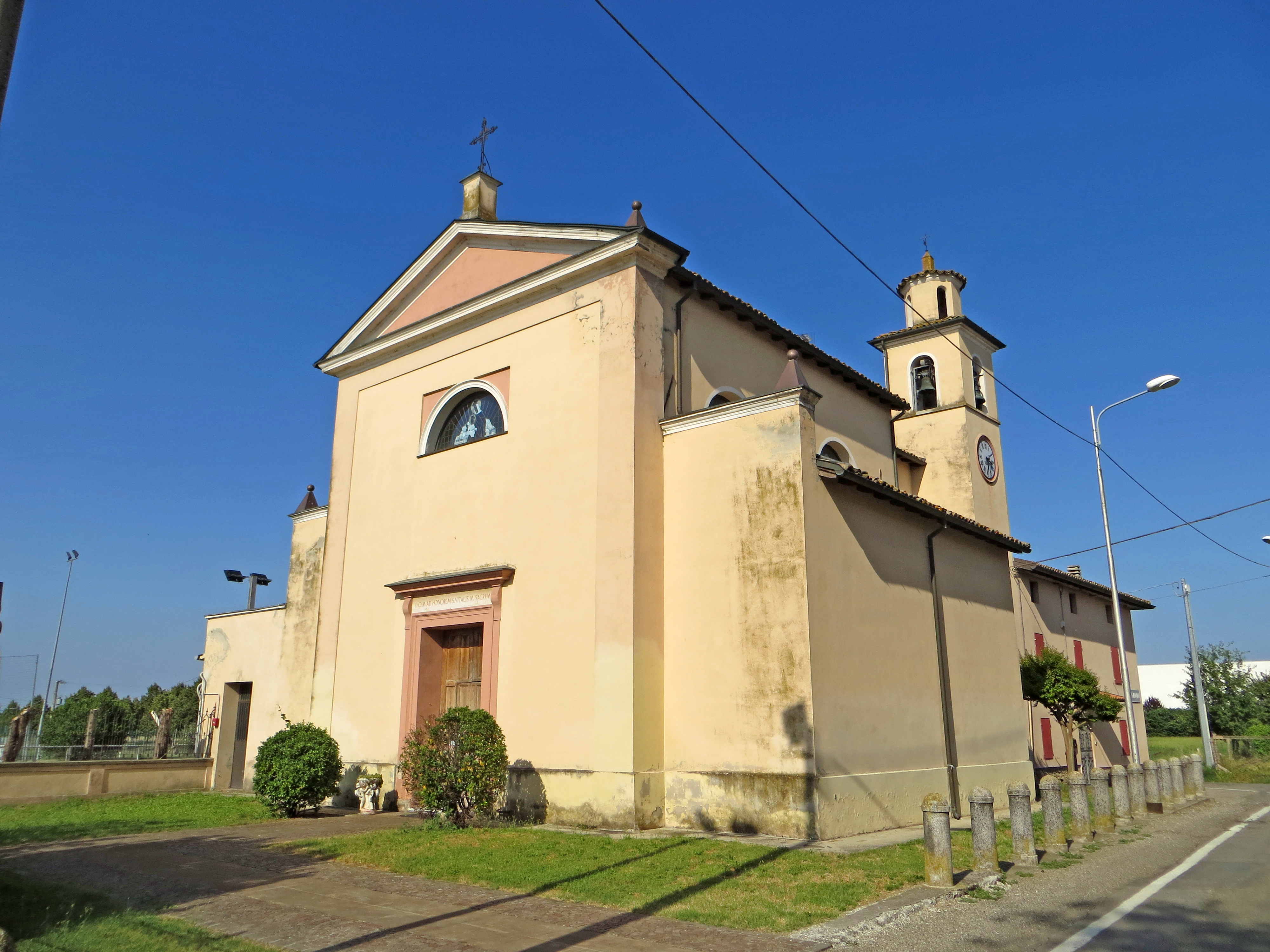
Chiesa di San Vitale a Lemignano

Menzionata per la prima volta nel 995, l'antica cappella di Lemignano fu abbattuta e ricostruita tra il 1837 e il 1838 in forme neoclassiche e infine fu restaurata intorno al 1960. La chiesa è internamente decorata con paraste doriche, fregi e affreschi sulle volte a botte della navata, delle quattro cappelle e del presbiterio absidato.

#### Chiesa di San Martino a San Martino Sinzano

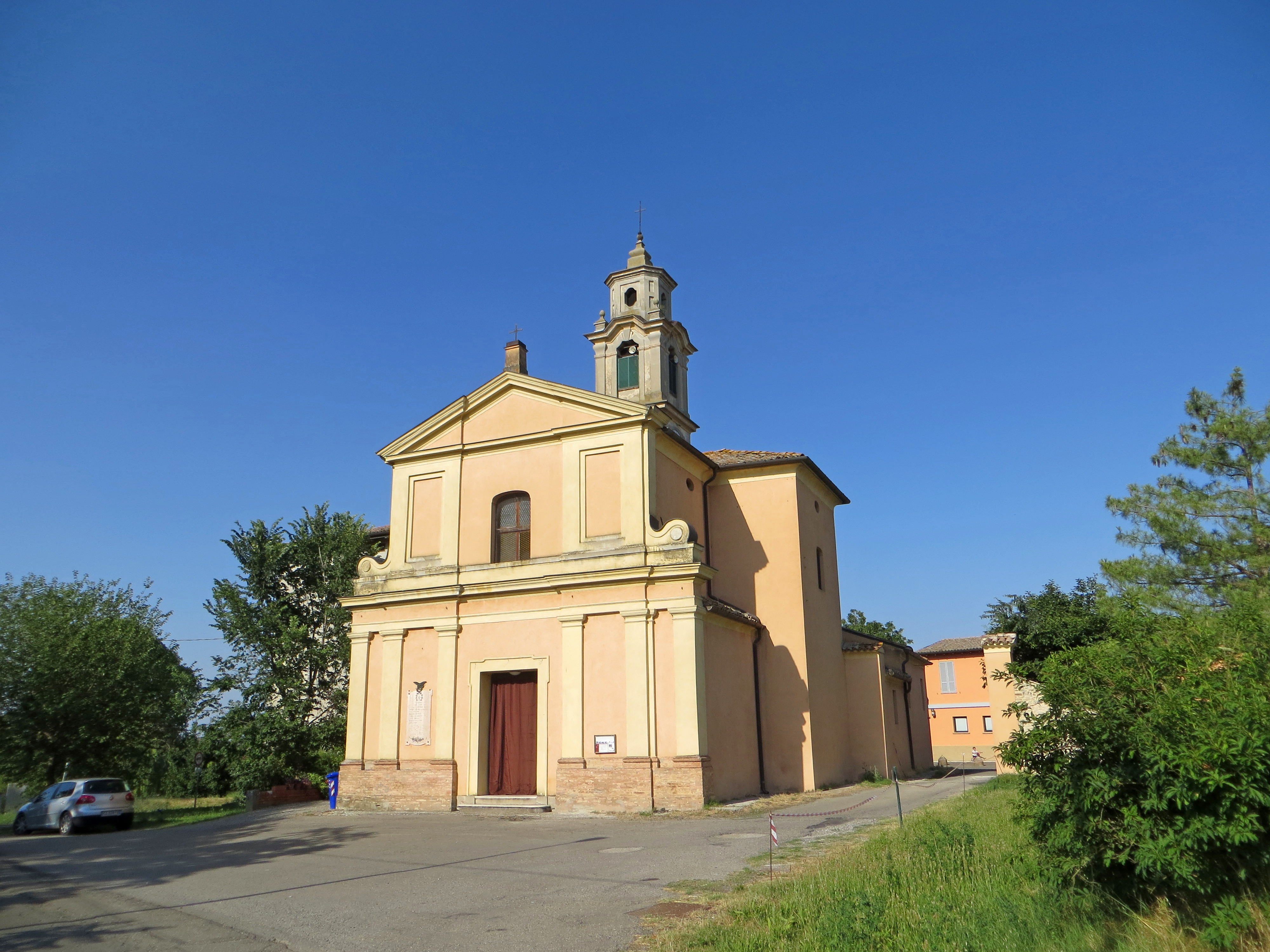
Chiesa di San Martino a San Martino Sinzano

Edificata originariamente entro il XIII secolo, la chiesa di San Martino Sinzano divenne sede parrocchiale soltanto alla fine del XV; completamente ricostruita in stile barocco nel 1753, fu successivamente restaurata nel 1959, nel 1983 e nel 2003. Al suo interno conserva due antichi dipinti di pregio, raffiguranti il Sacro Cuore, realizzato da Domenico Muzzi, e l'Adorazione dei pastori.

#### Chiesa di San Nicomede a Giarola

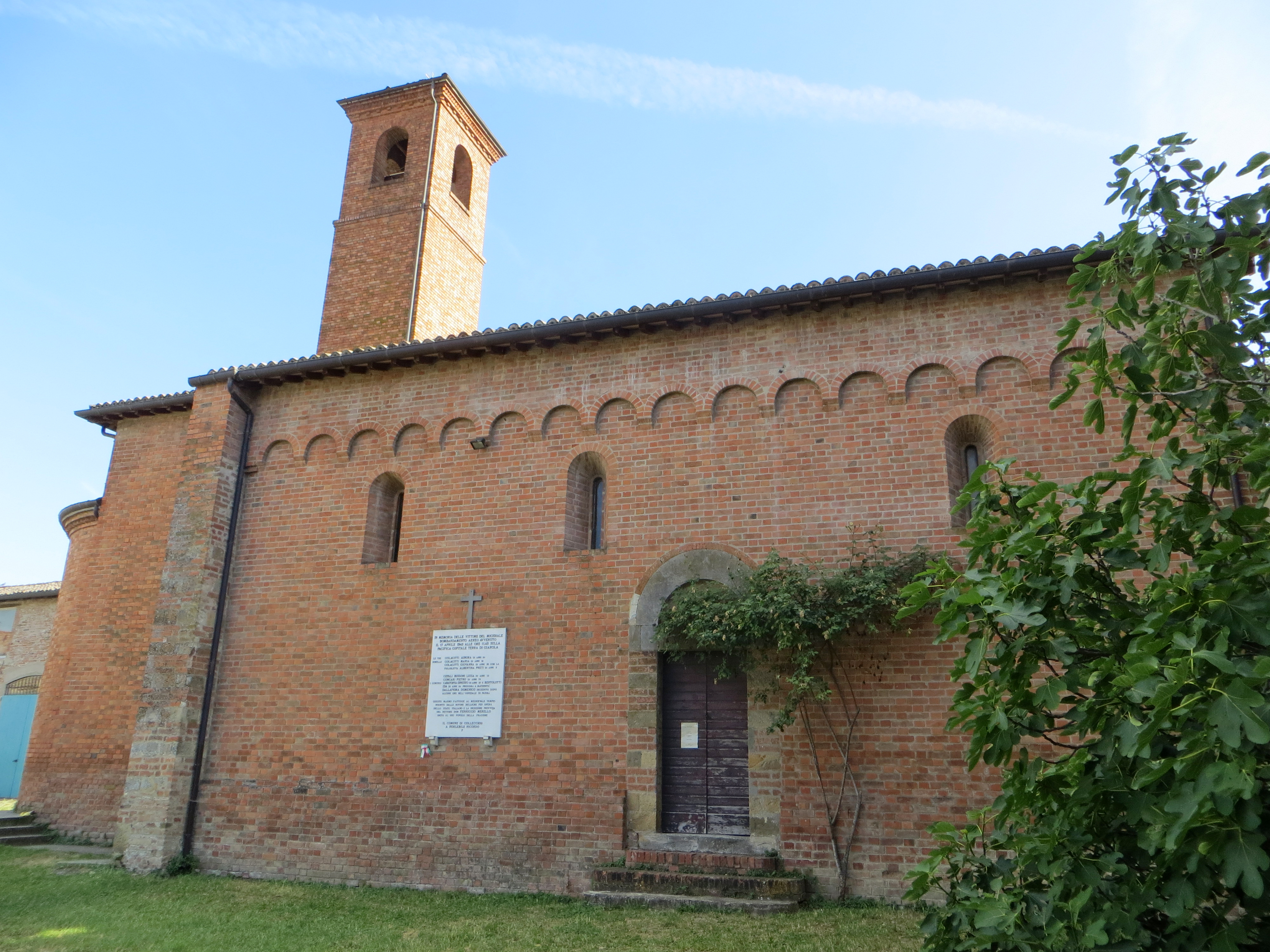
Chiesa di San Nicomede a Giarola

Edificata originariamente in stile romanico all'interno della corte rurale medievale di Giarola, all'epoca appartenente al monastero di San Paolo di Parma, la chiesa fu menzionata per la prima volta in una donazione del 1045; modificata nel 1760 in stile neoclassico, fu quasi completamente distrutta dai bombardamenti alleati della seconda guerra mondiale; ricostruita nel 1950 nelle originarie forme romaniche, fu restaurata nel 2014. Il luogo di culto conserva della struttura originaria parte dei muri esterni, decorati con un motivo ad archetti pensili in cotto; all'interno ospita alcune opere di pregio risalenti al XVII e XVIII secolo.

#### Chiesa della Purificazione di Maria Vergine a Oppiano

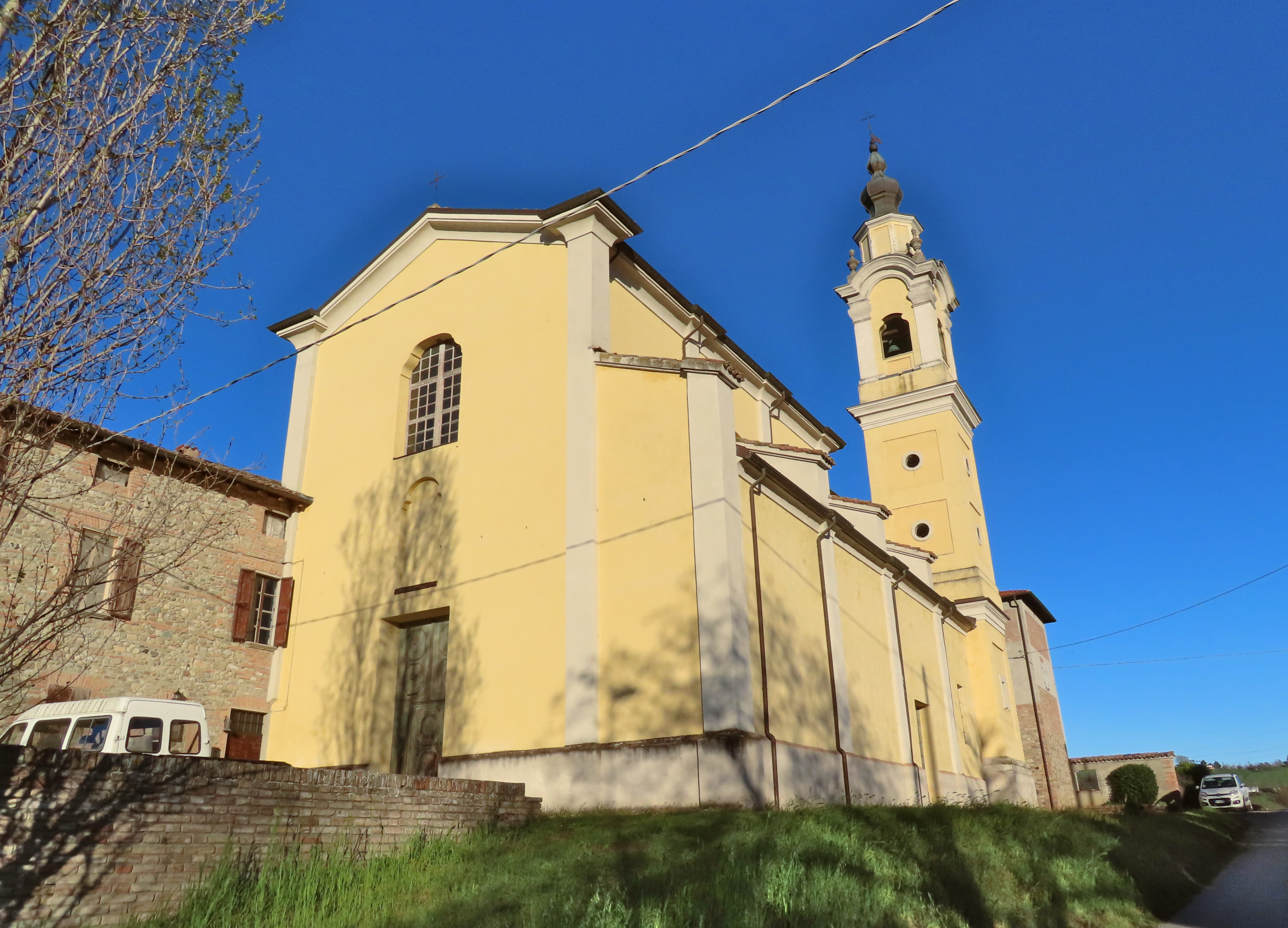
Chiesa della Purificazione di Maria Vergine a Oppiano

Menzionata per la prima volta nell'XI secolo, la cappella romanica di Oppiano, affiancata da un monastero gestito dai benedettini dell'abbazia di Chaise-Dieu, fu affidata nel XVI secolo ai frati dell'abbazia di San Giovanni Evangelista di Parma, che trasformarono in grancia la proprietà; distrutta da una rovinosa piena del Taro nella seconda metà del secolo, la chiesa fu ricostruita in forme barocche tra il 1754 e il 1762, su progetto dell'architetto Domenico Manfredi; divenuta succursale della moderna chiesa di Gaiano completata nel 1970, fu esternamente restaurata tra il 2004 e il 2008. Il tempio, caratterizzato dalla semplice facciata a salienti intonacata, è internamente ornato con lesene e affiancato da tre cappelle per lato; il presbiterio accoglie l'altare maggiore ligneo del 1762 e uno stendardo risalente agli inizi del XVIII secolo.

#### Chiesa di San Pietro a Ozzano Taro

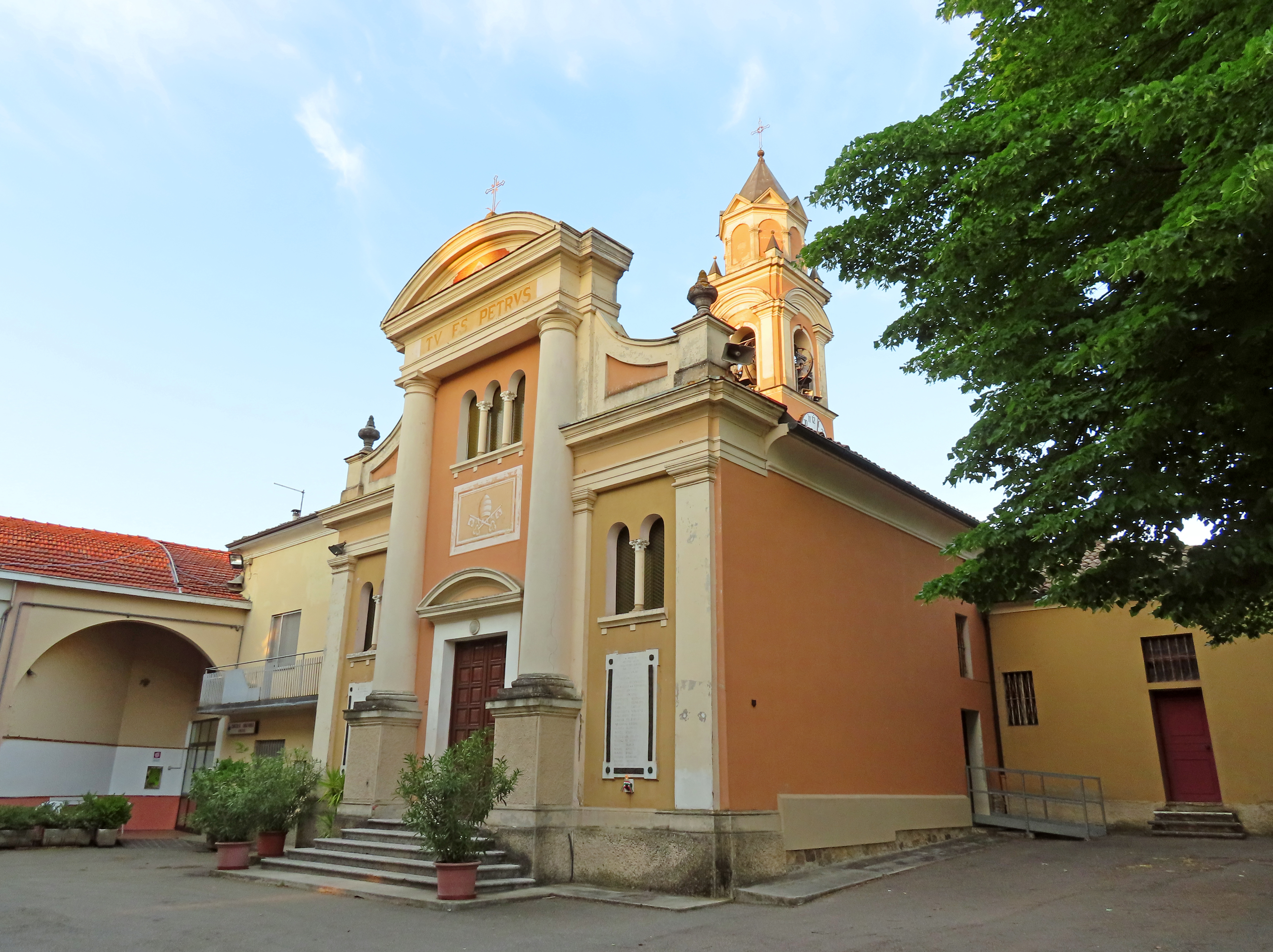
Chiesa di San Pietro a Ozzano Taro

Menzionata per la prima volta nel 1141, la chiesa di Ozzano Taro fu completamente ricostruita in stile barocco tra il 1750 e il 1756; restaurata a più riprese, fu ristrutturata internamente nel 1964. Il luogo di culto conserva alcune opere di pregio, tra cui i dipinti raffiguranti la Madonna col Bambino e santi e il Battesimo di Gesù, risalenti al XVII secolo, e la Madonna dell'Umiltà, realizzata nel XVIII secolo.

### Architetture militari

#### Castello di Collecchio
Costruito forse nell'XI secolo, l'edificio, benché noto come "castello di Collecchio", era probabilmente un palazzo comitale fortificato, eretto per volere dei vescovi di Parma quale presidio del borgo; menzionato per la prima volta nel 1073, nel 1325 fu raso al suolo dalle truppe dei Pallavicino alleate dei Visconti; ricostruito dai parmigiani nel 1335, fu nuovamente distrutto l'anno seguente dagli Scaligeri; riedificato dai collecchiesi nel 1428 in forme di bastia difensiva, fu demolito per ordine del podestà di Parma e sui suoi resti fu costruita nel 1574 la villa Paveri Fontana.

#### Castello di Mancapane
Edificato probabilmente sul Poggio entro il XIII secolo, forse per volere dei Rossi, il maniero nel 1303 fu scelto come rifugio dalla famiglia, in seguito alla sua cacciata da Parma, ma fu distrutto nel 1305 da Giberto III da Correggio; in parte ricostruito, secondo la tradizione pochi anni dopo avrebbe ospitato per una notte Dante Alighieri, che, lamentandosi del trattamento ricevuto, avrebbe rinominato l'edificio "castello di Mancapane" o "Manchapan"; abbandonato al degrado nei secoli successivi, durante la seconda guerra mondiale divenne la sede del comando locale delle truppe tedesche e fu per questo distrutto dagli alleati; i suoi ultimi resti furono demoliti nel 1963.

#### Castello di Madregolo
Donato nel 1081 da Enrico IV di Franconia alla Diocesi di Parma, il castello di Madregolo fu assegnato verso il 1400 al condottiero Ugolotto Biancardo e nel 1409 ai conti Sanvitale; acquisito dai Terzi nel 1421 grazie all'intervento di Filippo Maria Visconti, fu successivamente abbattuto per ordine del Duca; ricostruito probabilmente nei decenni seguenti, fu forse successivamente distrutto da un incendio; secondo alcune ipotesi sui suoi resti fu edificata la corte dei Torrioni, ma secondo altre la fortezza originaria sarebbe sorta più a nord, lungo strada Castellarso, oppure in corrispondenza dell'odierno alveo del fiume Taro.

### Architetture civili

#### Villa Paveri Fontana

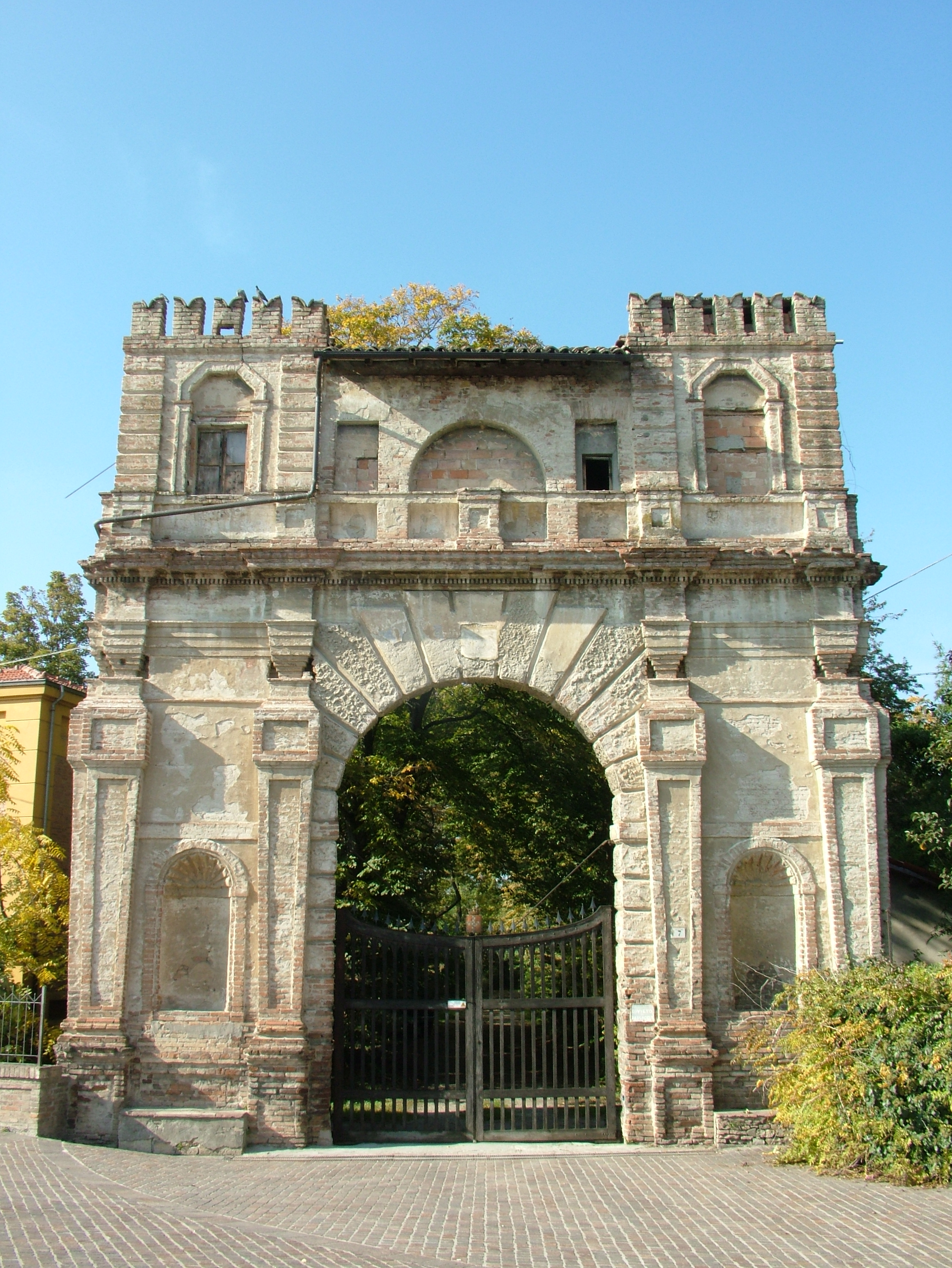
Arco del Bargello, ingresso di villa Paveri Fontana

Edificata nel 1574 sui resti del "castello di Collecchio", la villa rinascimentale, residenza estiva del marchese di Collecchio Marcello Prati il seniore, fu probabilmente progettata dall'architetto Giovanni Boscoli, che si occupò anche del restauro dell'arco del Bargello d'accesso al parco; modificata nel 1631 con la sopraelevazione della torretta, nel 1687 e nel 1703 fu internamente decorata per volere dei marchesi Dalla Rosa Prati con scenografici affreschi dai fratelli Ferdinando e Francesco Galli da Bibbiena, che ricostruirono anche la facciata in stile barocco e progettarono la monumentale fontana dei Tritoni posta al centro del cortile d'ingresso; ereditata alla fine del XIX secolo dai marchesi Paveri Fontana, l'ampia tenuta, trasmessa nel XX secolo ai conti Santucci Fontanelli, comprende inoltre l'antica corte a fianco della villa, con l'ex oratorio seicentesco intitolato alla Croce, dal 1976 sede della corale Collecchiese "Mario Dellapina"; accanto all'arco trionfale d'accesso sorge infine l'oratorio della Madonna di Loreto, costruito intorno al 1709 per volere della marchesa Fiorita Bajardi Prati.

#### Villa Soragna

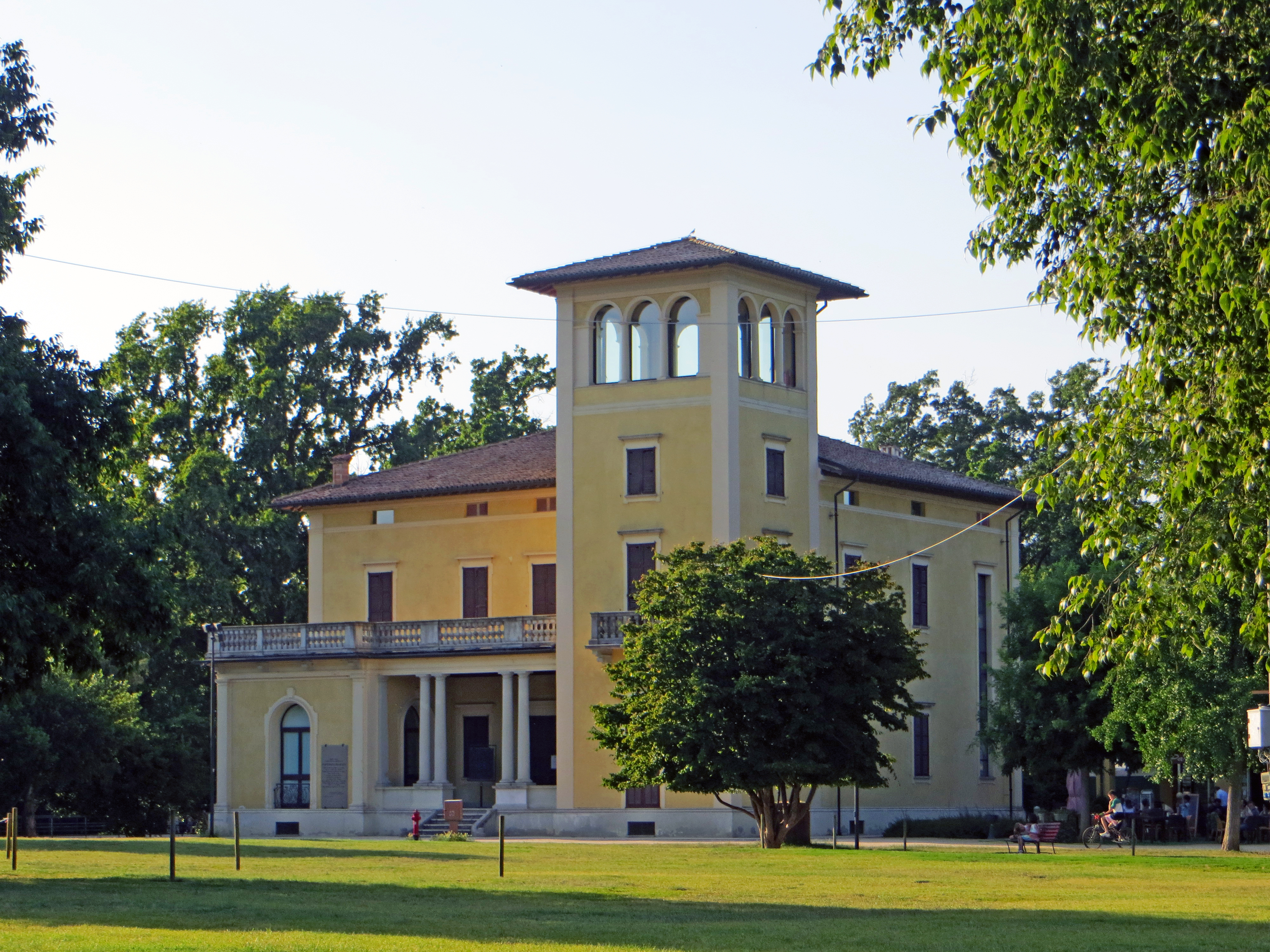
Villa Soragna

Edificata in forme neoclassiche dalla famiglia Tarchioni agli inizi del XIX secolo, la villa, alienata nel 1900 al marchese Guido Maria Meli Lupi di Soragna, fu ristrutturata in stile liberty probabilmente dall'architetto Antonio Citterio; acquistata nel 1972 dal Comune di Collecchio, fu dapprima adibita a scuola elementare e, dopo un completo restauro effettuato nel 1997, a sede del centro culturale "Villa Soragna", della biblioteca comunale e di parte degli uffici comunali. Caratterizzata esternamente dal loggiato d'ingresso a sud e dall'alta torre adiacente, la struttura presenta al suo interno un salone interamente affrescato, destinato a stanza di lettura, oltre a vari ambienti utilizzati per esposizioni temporanee. Il vasto parco, intitolato all'antifascista Fortunato Nevicati, è aperto al pubblico e ospita un bar, spazi attrezzati e recinti per animali da cortile, oltre a una colonia di conigli nani in libertà.

#### Villa Ranza
Costruita nel XVII secolo dai conti Bondani, la villa fu acquistata agli inizi del XIX secolo dal conte Francesco Caimi; rivenduta nel 1809 al sacerdote Antonio Malpeli, che nel 1846 la fece decorare internamente a due studenti dell'Accademia di belle arti di Parma, fu ereditata nel 1872 dal fratello Giuseppe, il quale la trasmise prima al figlio Alfredo, indi al congiunto Giuseppe e infine al nipote Alfredo Ranza e a sua sorella. Sviluppata su una pianta rettangolare, la struttura, elevata su due livelli principali fuori terra oltre al sottotetto, presenta una simmetrica facciata intonacata, caratterizzata dalla presenza di un'alta base a scarpa e di un balcone centrale al primo piano. All'interno l'androne passante è ornato con affreschi settecenteschi raffiguranti dodici telamoni in chiaroscuro, intervallati da scene campestri caricaturali eseguite nel 1846 da Luigi Castiglioni e F. Cornazzani; sui lati estremi, i due portali d'ingresso sono affiancati dalle finte statue del XVIII secolo rappresentanti la Giovinezza, la Vecchiaia, Diogene e la Fortuna; la volta a botte è dipinta sul contorno con una fascia ad archetti pensili a sesto acuto, mentre sulla sommità sono presenti le raffigurazioni settecentesche delle divinità dell'Aurora e della Notte. Sui fianchi si aprono altri due ambienti ornati con affreschi ottocenteschi: l'ex cappella, dipinta in sommità con una serie di nicchie contenenti le statue di santi e personaggi biblici, e una sala, decorata con due grandi pannelli raffiguranti la Battaglia di Wagram e la Battaglia di Austerlitz.

#### Villa Maria Luigia
Costruita sul Poggio tra il 1821 e il 1825 per volere del marchese Ercole Bergonzi, gran ciambellano di corte, la villa neoclassica ospitò in più occasioni la duchessa Maria Luigia e i suoi figli Albertina e Guglielmo di Montenuovo; acquistata nel 1845 da Enrico Parasacchi, nel 1867 fu alienata dalla figlia a Giuseppe, Luigi e Domenico Baduini, dai quali passò nel 1895 ai due figli di quest'ultimo; ereditata nel 1946 da Luigi Alessandri, alcuni anni dopo fu trasformata in ristorante da Eugenio Ceci, mentre parte dal parco fu lottizzata per l'edificazione di una serie di abitazioni. La struttura, estesa su una pianta a T sul margine del rilievo collinare, presenta una simmetrica facciata a sud elevata su due livelli principali fuori terra scanditi da una fascia marcapiano, oltre agli scantinati; uno scalone a due rampe contrapposte conduce al portale centrale d'ingresso, delimitato da una cornice; all'interno, quattro sale presentano decorazioni ottocentesche sulle volte. Il parco, sviluppato in gran parte sul pendio, è accessibile attraverso due viali d'ingresso; il cancello a est, affacciato su via Circonvallazione Chiesa, è delimitato da due bassi edifici neoclassici, uno dei quali è affiancato da una torretta neogotica; il giardino, riccamente piantumato con alberi d'alto fusto, accoglie nella porzione pianeggiante a meridione della villa una fontana a pianta ellittica, con un delfino marmoreo al centro.

#### Villa Carra
Costruita nel XVII secolo probabilmente per volere dei marchesi Bergonzi, la villa fu ereditata nel 1877 da Virginia Bettoli, governante dell'ultimo marchese Enrico; passata al figlio Cornelio nel 1933, fu alienata nel 1945 a Edvige Carra, che rivendette a Calisto Tanzi gran parte dei terreni circostanti, ove fu edificato uno stabilimento della Parmalat. La struttura, sviluppata su una pianta rettangolare, presenta una semplice e simmetrica facciata intonacata, elevata su due livelli fuori terra; nel mezzo, preceduto da una breve scalinata centrale, è collocato il portale d'ingresso, sul luogo dell'originario porticato d'accesso a tre arcate a tutto sesto; all'interno l'androne, coperto da una volta, conduce all'alto salone, chiuso superiormente da un soffitto a cassettoni lignei.

#### Villa del Ferlaro

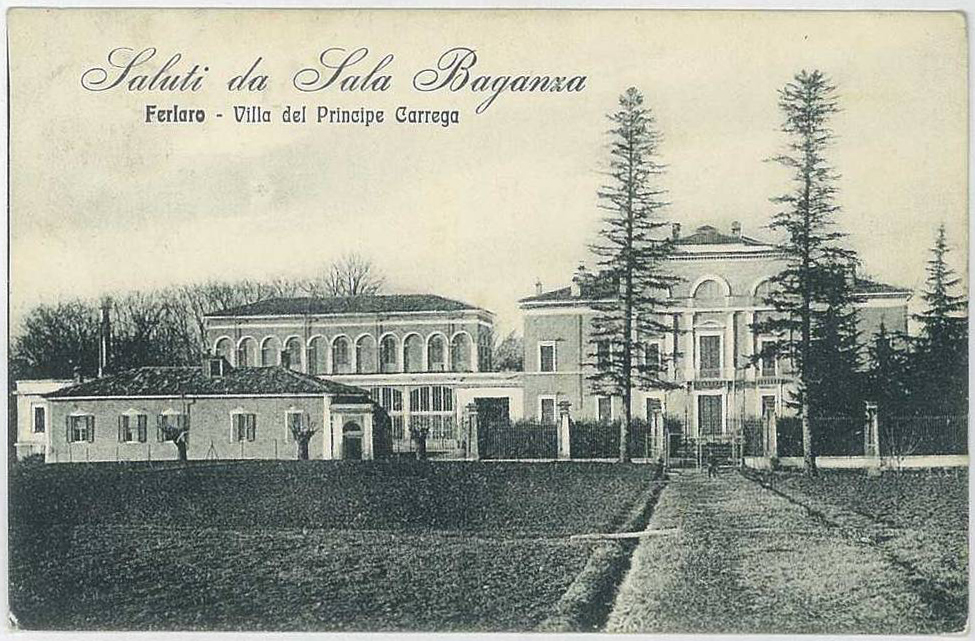
La villa del Ferlaro in una cartolina d'epoca

Costruita nei pressi di Sala Baganza sul luogo di un preesistente casino di caccia tra il 1828 e il 1831, la villa neoclassica, commissionata all'architetto Paolo Gazola dalla duchessa di Parma Maria Luigia quale residenza estiva dei due figli Albertina e Guglielmo di Montenuovo, fu contestualmente arricchita di un grande giardino all'inglese progettato da Carlo Barvitius, che la collegò al vicino Casino dei Boschi attraverso un viale di cedri; donata nel 1835 alla Camera ducale di Parma, l'immensa tenuta passò nel 1847 ai duchi Borbone e, dopo l'Unità d'Italia, ai Savoia, che nel 1870 la cedettero in gran parte all'ingegner Severino Grattoni; alienata nel 1881 ai principi Carrega di Lucedio, fu successivamente frazionata tra gli eredi; acquistata nel secondo dopoguerra dall'imprenditore Renzo Salvarani, la villa del Ferlaro, circondata da un parco di 18 ettari, fu nuovamente rivenduta verso il 1980; completamente restaurata e adibita a sede per cerimonie, sfilate o manifestazioni, fu nuovamente messa in vendita nel 2016.

#### Villa Bertozzi a Collecchiello

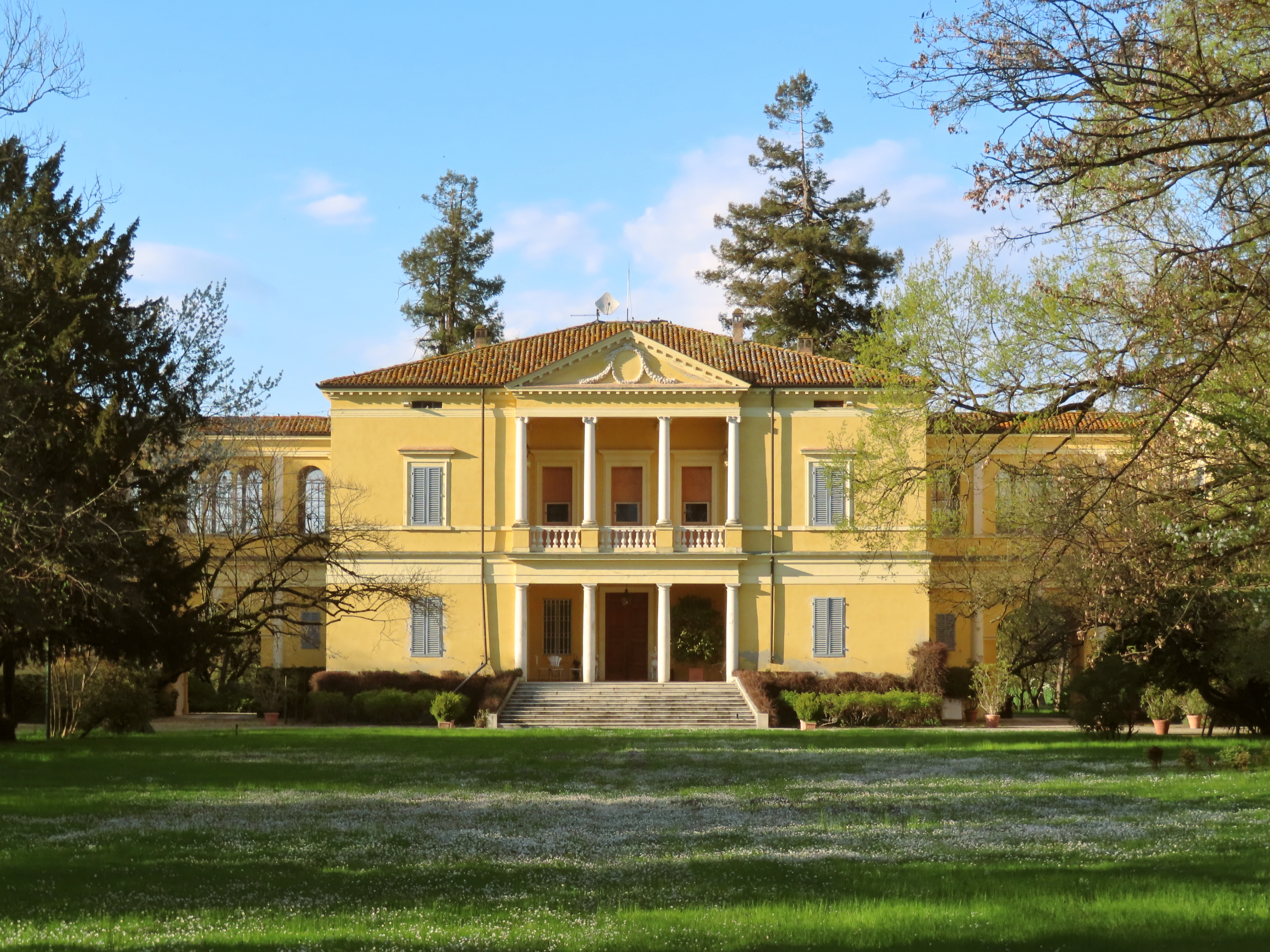
Villa Bertozzi a Collecchiello

Edificata a Collecchiello tra il 1818 e il 1822 per volere del marchese Ludovico Bergonzi sul luogo di un antico fabbricato eretto forse dai conti Carissimi in epoca remota, la villa neoclassica fu progettata secondo la tradizione dall'architetto Paolo Gazola o più probabilmente dall'architetto Gaetano Canevari; acquistata nel 1862 dall'imprenditore Agostino Campolonghi, alcuni anni dopo la sua morte il figlio Guido la rivendette all'industriale Arturo Magni, che la dotò di un impianto idrico ed elettrico all'avanguardia; alienata nel 1902 al conte Giovanni Anguissola Scotti, nel 1965 fu comprata dall'industriale Amilcare Bertozzi, che la fece ristrutturare dall'architetto Lorenzo Mongiardino. La struttura, nota anche come villa Madonna degli Angeli, si sviluppa simmetricamente su tre corpi collegati da due ali ed è caratterizzata dalla monumentale facciata, al cui centro si apre un portico retto da colonne, su cui si imposta un loggiato a sostegno del frontone triangolare di coronamento; all'interno il salone a doppia altezza dà accesso alla sala da pranzo, circondata da un colonnato corinzio a pianta ellittica e coronata da una cupola; intorno si estende il grande parco all'inglese, contenente, tra la boscaglia a ovest, un laghetto con grotta e imbarcadero.

#### Corte di Giarola

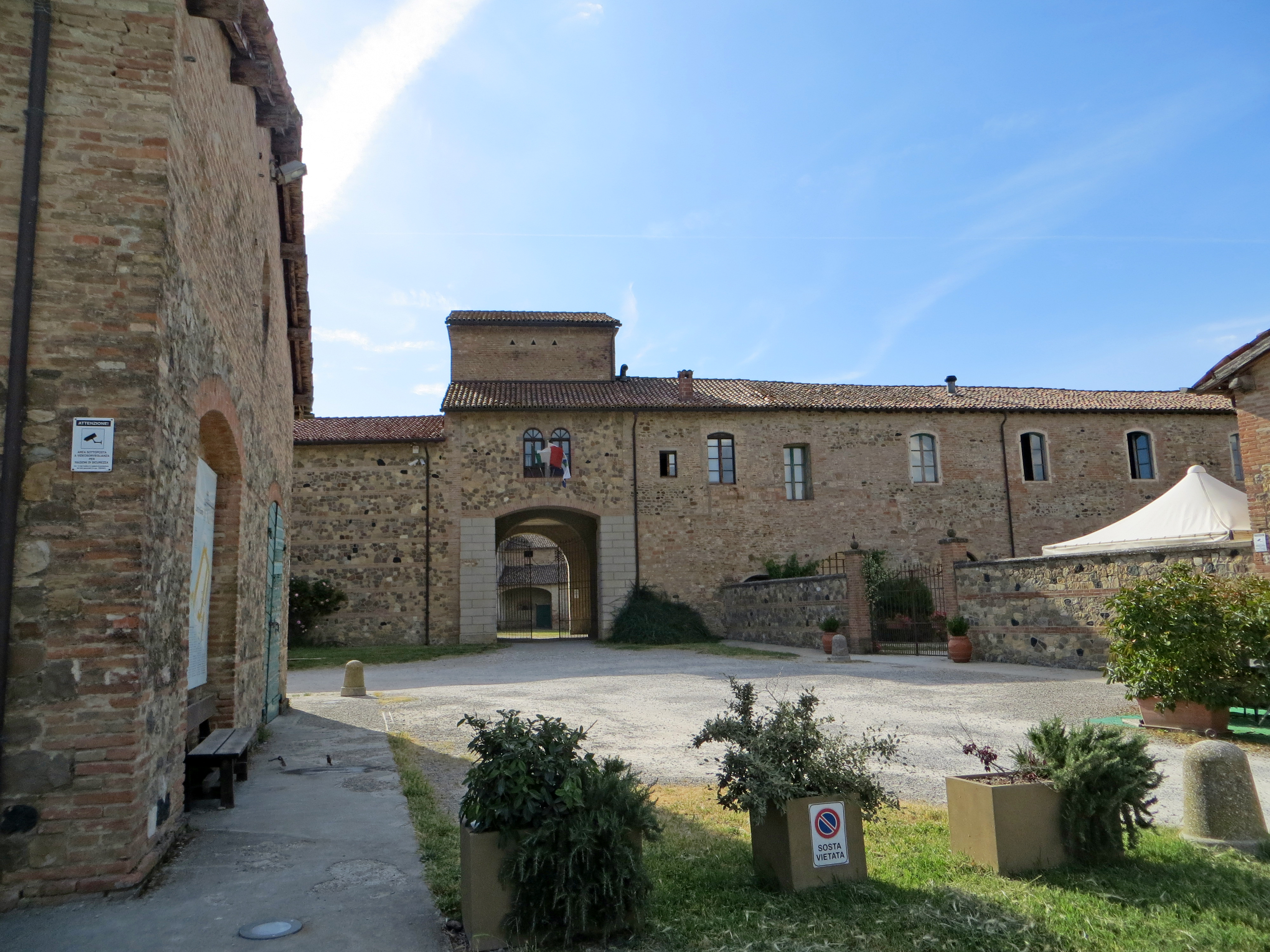
Cortile d'ingresso della corte di Giarola

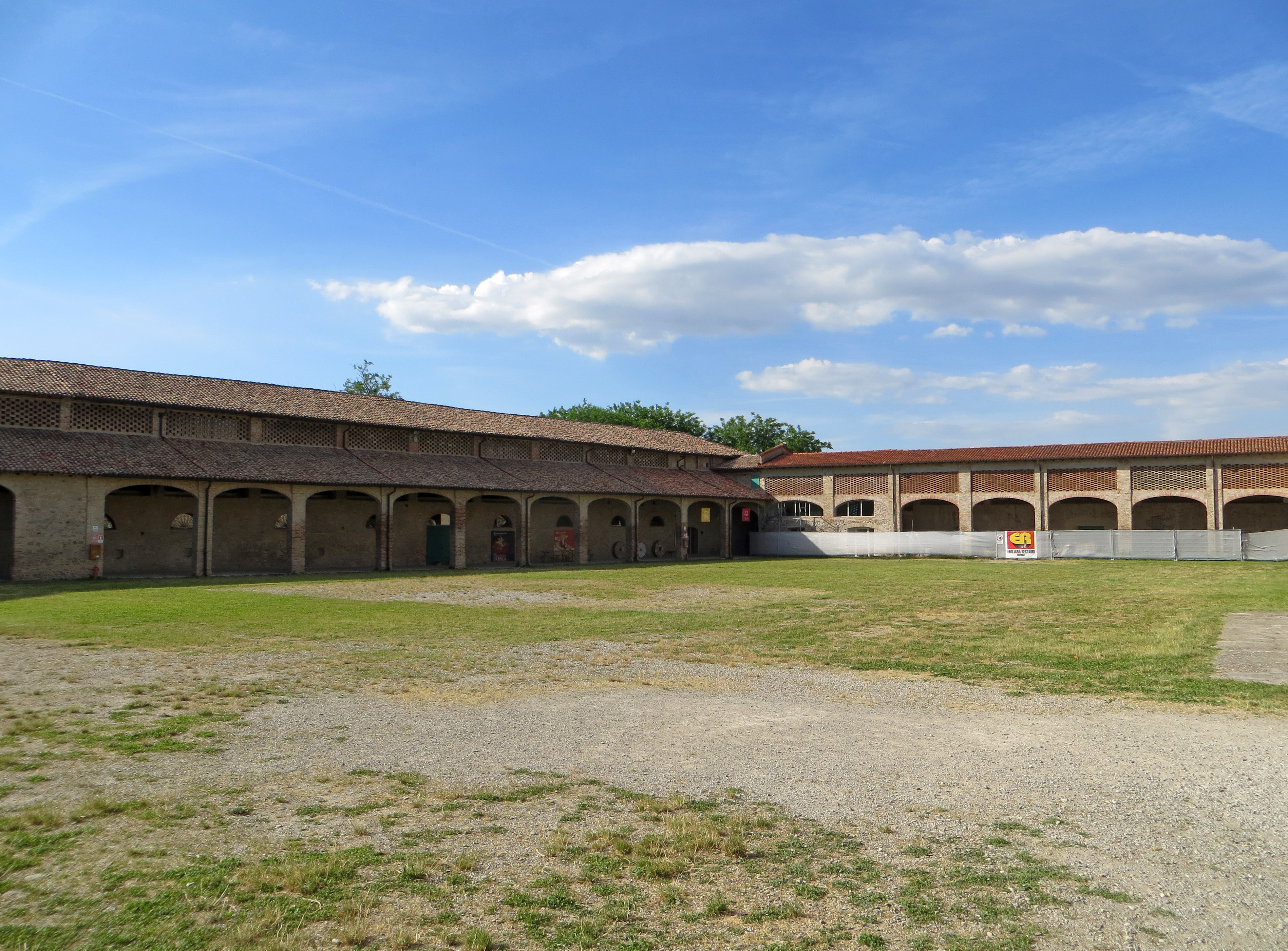
Ali ovest e nord della corte di Giarola

Costruita originariamente tra l'VIII e il IX secolo quale presidio fortificato per volere della casata del nobile franco Ingo, la struttura fu menzionata per la prima volta nel 1034 in un rogito; donata nel 1045 dai discendenti di Ingo al monastero di San Paolo di Parma, fu trasformata dalle monache in una corte rurale indipendente, dotata di abitazioni, stalle, caseificio, mulino e chiesa romanica interna; modificata e ampliata a più riprese nei secoli successivi, fu confiscata nel 1811 dal governo napoleonico e affittata a imprenditori agricoli; acquistata alla fine del XIX secolo dalla famiglia Montagna, fu adibita a fabbrica di conserva e caseificio con annesso allevamento di suini; danneggiata dai bombardamenti degli aerei alleati del 1945, fu in parte alienata nel 1957 all'imprenditore Ercole Azzali; caduta in degrado dopo la cessazione dell'attività industriale, nel 1998 fu comprata dall'Ente Parco Fluviale Regionale del Taro, poi Ente di Gestione per i Parchi e la Biodiversità Emilia Occidentale, che ne avviò i lavori di ristrutturazione adibendone una parte a propria sede; al suo interno il grande edificio ospita inoltre il Museo del pomodoro, il Museo della pasta, il Museo del Parco del Taro, il Teatro alla Corte, due sale convegni e un ristorante.

## Società

### Evoluzione demografica
Abitanti censiti

### Etnie e minoranze straniere
Al 31 dicembre 2023 gli stranieri residenti erano 1 694, pari all'11,21% della popolazione.

## Cultura

### Musei

#### Museo del pomodoro

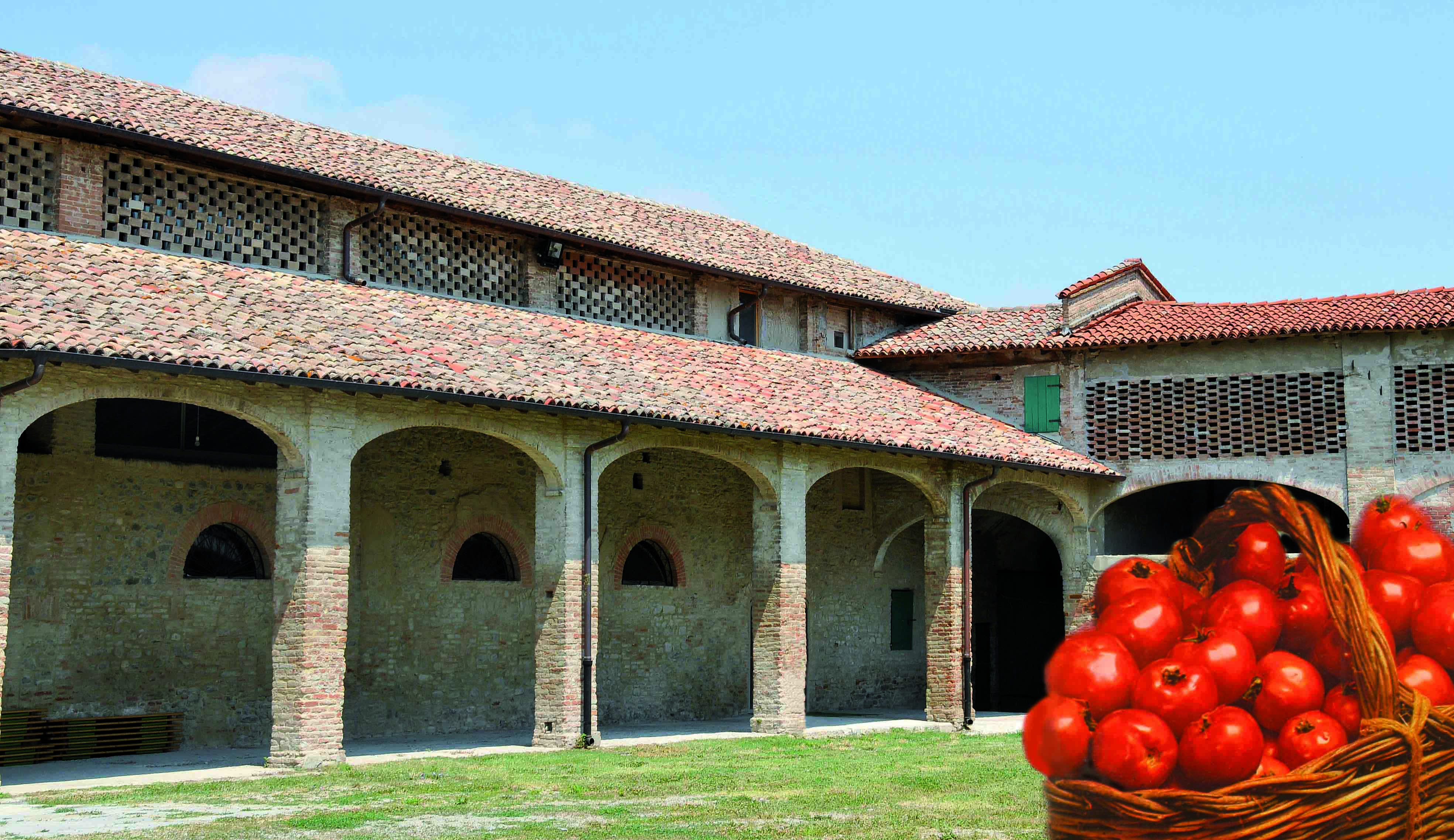
Ala ovest della Corte di Giarola con l'ingresso del Museo del pomodoro

Collocato al piano terreno dell'ala ovest della Corte di Giarola, il percorso espositivo è suddiviso in sette sezioni dedicate alla storia del processo di lavorazione del pomodoro.

#### Museo della pasta
Collocato al primo piano dell'ala ovest della Corte di Giarola, il percorso espositivo è suddiviso in sei sezioni dedicate al grano e alla storia del processo di produzione della pasta.

#### Museo Ettore Guatelli

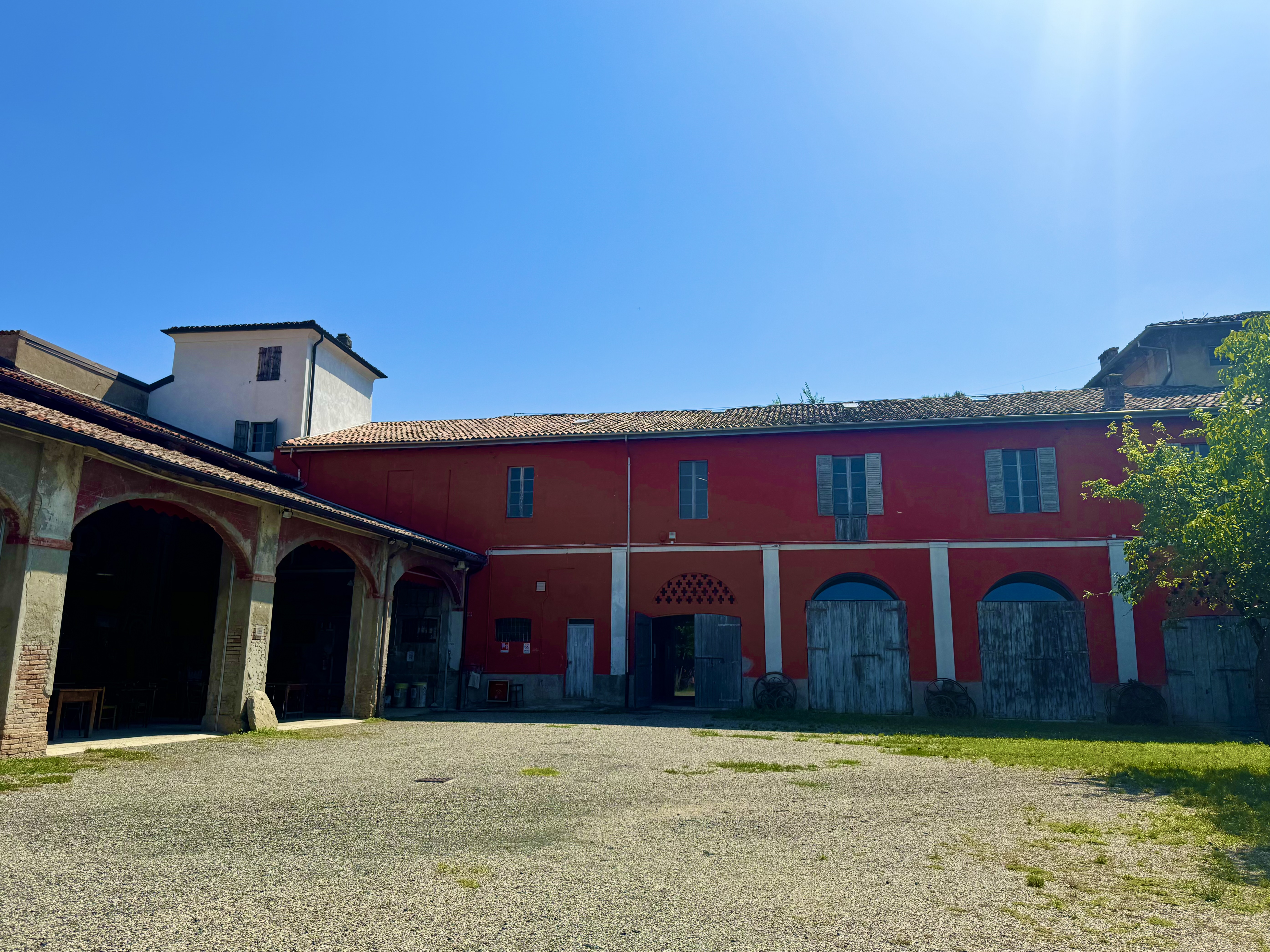
Museo Ettore Guatelli

Collocato all'interno del podere Bellafoglia di Ozzano Taro, il museo espone una ricchissima collezione di oggetti di uso quotidiano utilizzati dalle famiglie contadine del Parmense fino agli inizi del XX secolo.

## Economia
Il comune divenne sede già alla fine del XIX secolo di numerose industrie appartenenti al settore agro-alimentare, favorite dalla creazione della ferrovia Pontremolese, attiva tra Parma e Collecchio dal 1882; mentre molte delle più piccole furono successivamente chiuse, sono ancora presenti nel territorio, oltre ad altre di dimensioni più modeste, la Parmalat e la Rodolfi Mansueto S.p.A.

### Letteratura
Presso la stazione di Collecchio è ambientato il racconto noir Un treno per l'inferno di Giorgio Scerbanenco.

### Cinema
A Collecchio, presso Villa Paveri Fontana, sono state girate all'inizio degli anni Sessanta alcune scene del film La parmigiana di Antonio Pietrangeli.
La frazione di Ozzano Taro ha ospitato alcune delle scene del film Fai bei sogni di Marco Bellocchio. Il regista piacentino ha deciso di ambientare nelle colline ozzanesi (nello specifico presso l'azienda vinicola Monte delle Vigne) la sequenza della festa di Elisa (Bérénice Bejo).

### Musica
Sulle rive del Lago della Svizzera nei Boschi di Carrega è stato girato il videoclip musicale di Persi nel telefono, canzone del gruppo indipendente italiano Tre allegri ragazzi morti (alla quale ha anche partecipato Jovanotti). Il video è stato realizzato dal regista parmense Stefano Poletti con una particolare strumentazione che permette di catturare a 360° tutta la scena ripresa.

## Infrastrutture e trasporti
La città è attraversata da nord-est a sud-ovest dalla strada statale 62 della Cisa e dalla linea ferroviaria Pontremolese, che serve il paese grazie alla stazione posta a margine del centro.
Tra il 1910 e il 1954 Collecchio fu servita dalle tranvie Parma-Fornovo e Parma-Marzolara; quest'ultima si diramava dalla prima in località Stradella.

## Amministrazione

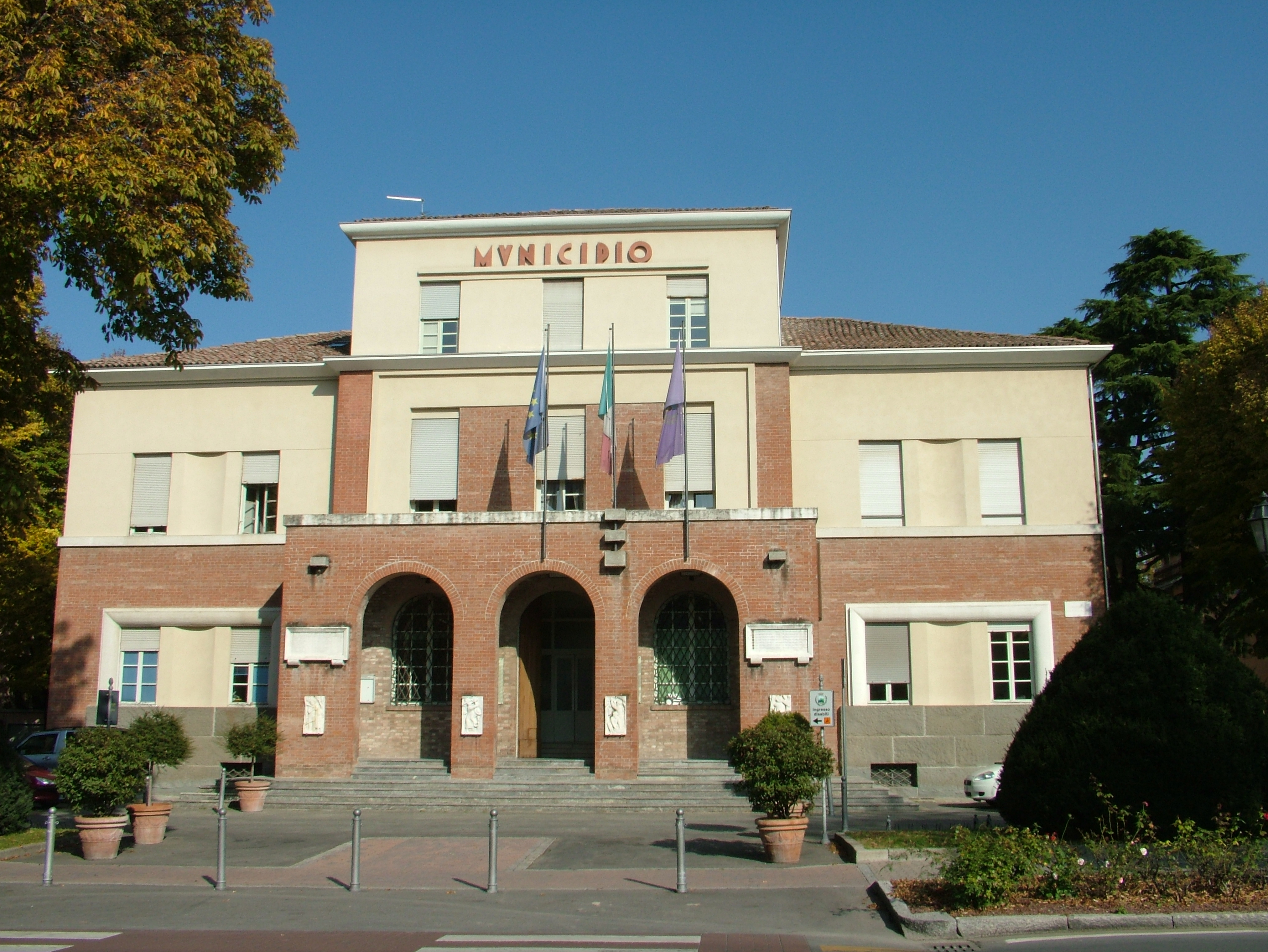
Municipio di Collecchio

Di seguito è presentata una tabella relativa alle amministrazioni che si sono succedute in questo comune.

### Sindaci eletti dal Consiglio Comunale
| Periodo         | Periodo        | Primo cittadino | Partito                     | Carica  | Note   |
| --------------- | -------------- | --------------- | --------------------------- | ------- | ------ |
| 24 ottobre 1985 | 27 giugno 1990 | Claudio Magnani | Partito Socialista Italiano | Sindaco | [ 76 ] |
| 9 luglio 1990   | 24 aprile 1995 | Walter Civetta  | Partito Socialista Italiano | Sindaco | [ 76 ] |

### Sindaci eletti direttamente dai cittadini
| Periodo        | Periodo        | Primo cittadino   | Partito                                                                 | Carica  | Note   |
| -------------- | -------------- | ----------------- | ----------------------------------------------------------------------- | ------- | ------ |
| 24 aprile 1995 | 14 giugno 1999 | Alfredo Peri      | Partito Democratico della Sinistra-Democratici di Sinistra              | Sindaco | [ 76 ] |
| 14 giugno 1999 | 14 giugno 2004 | Giuseppe Romanini | Democratici di Sinistra                                                 | Sindaco | [ 76 ] |
| 14 giugno 2004 | 8 giugno 2009  | Giuseppe Romanini | Democratici di Sinistra-Partito Democratico                             | Sindaco | [ 76 ] |
| 8 giugno 2009  | 26 maggio 2014 | Paolo Bianchi     | lista civica di centro-sinistra sostenuta dal Partito Democratico       | Sindaco | [ 76 ] |
| 26 maggio 2014 | 27 maggio 2019 | Paolo Bianchi     | lista civica: Collecchio democratica, sostenuta dal Partito Democratico | Sindaco | [ 76 ] |
| 27 maggio 2019 | in carica      | Maristella Galli  | lista civica: Collecchio insieme                                        | Sindaco | [ 76 ] |

### Gemellaggi
- Melide
- Butzbach

## Sport

### Baseball
Il Collecchio Baseball Club è una società polivalente (baseball e softball) iscritta nei campionati federali dal 1974; la sezione baseball milita in Serie A1 e la sezione softball in Serie A1; la società utilizza l'impianto sportivo "Giannino Zinelli", che comprende un campo da baseball, uno da softball e uno per gli allenamenti, oltre alla palestra e alla Club House.

### Calcio
La principale squadra di calcio di Collecchio è l'"A.S.D. Polisportiva Il Cervo"; la prima squadra milita nel girone B emiliano-romagnolo di prima categoria.
A Collecchio ha sede dal 1996 il "Villaggio Crociato", centro sportivo del Parma Calcio.

### Ciclismo
A Collecchio si svolgono annualmente due prove per ciclisti della categoria Elite/Under-23, la Coppa Collecchio (prima edizione nel 1929) e il Trofeo Edil C (prima edizione nel 1997), entrambe organizzate dal G.S. Virtus Collecchio.

### Esplicative
1. ↑  Si tratta di una pergamena conservata all'Archivio di Stato di Parma. Vedi  Nuova città di Collecchio, su urbanistica.unipr.it. URL consultato il 22 gennaio 2017.

### Bibliografiche
1. 1 2   Bilancio demografico mensile anno 2025 (dati provvisori), su demo.istat.it, ISTAT.
2. ↑  Comune di Collecchio - Statuto.
3. ↑   Classificazione sismica (XLS), su rischi.protezionecivile.gov.it.
4. ↑   Tabella dei gradi/giorno dei Comuni italiani raggruppati per Regione e Provincia (PDF), in Legge 26 agosto 1993, n. 412, allegato A, Agenzia nazionale per le nuove tecnologie, l'energia e lo sviluppo economico sostenibile, 1º marzo 2011,  p. 151. URL consultato il 25 aprile 2012 (archiviato dall'url originale il 1º gennaio 2017).
5. ↑  Dizionario di toponomastica. Storia e significato dei nomi geografici italiani, p. 219.
6. ↑  Capacchi, p. 895.
7. 1 2 3 4 5 6  Marcheselli, p. 104.
8. 1 2 3 4 5 6 7 8 9 10  Marcheselli, p. 10.
9. 1 2 3 4 5 6  Dall'Aglio, p. 392.
10. ↑   Collecchio e la sua terra, su museidelcibo.it. URL consultato il 22 gennaio 2017 (archiviato dall'url originale il 2 febbraio 2017).
11. ↑   La storia, su viadelvoltosanto.it. URL consultato il 22 gennaio 2017.
12. ↑   Nuova città di Collecchio, su urbanistica.unipr.it. URL consultato il 22 gennaio 2017.
13. ↑  Affò, 1792, p. 370.
14. ↑  Affò, 1793, p. 93.
15. ↑  Dall'Aglio, pp. 392-393.
16. 1 2 3 4  Capacchi, p. 258.
17. ↑  Affò, 1793, p. 102.
18. 1 2 3 4 5 6 7  Dall'Aglio, p. 393.
19. 1 2 3  Marcheselli, p. 11.
20. ↑  GuidaPiù, p. 7.
21. ↑  Marcheselli, p. 107.
22. 1 2  Marcheselli, p. 108.
23. ↑   Storia dei Comuni, su elesh.it. URL consultato il 23 gennaio 2017.
24. ↑   Gaiano, su comune.collecchio.pr.it. URL consultato l'8 giugno 2025.
25. ↑   Storia dei Comuni, su elesh.it. URL consultato il 9 giugno 2025.
26. ↑   I bombardamenti, su istitutostoricoparma.it. URL consultato il 23 gennaio 2017 (archiviato dall'url originale il 6 aprile 2016).
27. ↑   I Brasiliani liberano Collecchio, su parmadaily.it. URL consultato il 23 gennaio 2017.
28. ↑   Collecchio, su Archivio Centrale dello Stato. URL consultato il 22 luglio 2025.
29. 1 2   Statuto (PDF), su dait.interno.gov.it. URL consultato il 22 luglio 2025.
30. ↑   Pieve di San Prospero, su romanico-emiliaromagna.com. URL consultato il 2 maggio 2016 (archiviato dall'url originale il 7 maggio 2016).
31. ↑  Fallini, Calidoni, Rapetti, Ughetti, pp. 132-134.
32. ↑   Chiesa di San Martino <Madregolo, Collecchio>, su Le chiese delle diocesi italiane, Conferenza Episcopale Italiana. URL consultato il 1º febbraio 2018.
33. ↑   Chiesa di San Vitale <Lemignano, Collecchio>, su Le chiese delle diocesi italiane, Conferenza Episcopale Italiana. URL consultato il 12 novembre 2020.
34. ↑  GuidaPiù, p. 8.
35. ↑   Chiesa di San Martino <San Martino Sinzano, Collecchio>, su Le chiese delle diocesi italiane, Conferenza Episcopale Italiana. URL consultato il 1º febbraio 2018.
36. ↑  Dall'Aglio, pp. 532-533.
37. 1 2   Ubaldo Del Sante, Un antico centro di trasformazione agro-alimentare - Breve storia della Corte di Giarola, del suo caseificio e della sua fabbrica di conserve (DOC), su storage.aicod.it. URL consultato il 29 gennaio 2017 (archiviato dall'url originale il 2 febbraio 2017).
38. ↑  Dall'Aglio, pp. 713-714.
39. ↑  Cirillo, Godi, p. 328.
40. ↑   Chiesa della Purificazione di Maria Vergine "Gaiano, Collecchio", su Le chiese delle diocesi italiane, Conferenza Episcopale Italiana. URL consultato il 3 giugno 2025.
41. ↑   Chiesa di San Pietro Apostolo <Ozzano Taro, Collecchio>, su Le chiese delle diocesi italiane, Conferenza Episcopale Italiana. URL consultato il 2 febbraio 2018.
42. ↑   Collecchio: il Castello perduto, su google.com. URL consultato il 24 gennaio 2017.
43. ↑  Calidoni, Basteri, Bottazzi, Rapetti, Rossi, p. 67.
44. ↑   Madregolo: il Castello, su google.com. URL consultato il 6 novembre 2018.
45. ↑  Gambara, pp. 301-308.
46. ↑  Marcheselli, pp. 96-98.
47. 1 2  Cirillo, Godi, p. 326.
48. ↑  Gambara, pp. 320-321.
49. ↑   Parco Comunale Nevicati - Collecchio, su bbcc.ibc.regione.emilia-romagna.it. URL consultato il 18 aprile 2016.
50. ↑  Gambara, pp. 297-299.
51. ↑  Gambara, pp. 310-313.
52. ↑   Villa Maria Luigia, su touringclub.it. URL consultato il 28 maggio 2025.
53. ↑  Gambara, pp. 309-310.
54. ↑   Villa del Ferlaro, su ilparcopiubello.it. URL consultato il 3 febbraio 2017.
55. ↑   Descrizione, su bbcc.ibc.regione.emilia-romagna.it. URL consultato il 3 febbraio 2017 (archiviato dall'url originale il 10 aprile 2018).
56. ↑   Maria Chiara Perri, Da Maria Luigia all'agenzia immobiliare: in vendita la Villa del Ferlaro a Collecchio, in parma.repubblica.it, 9 giugno 2016. URL consultato il 3 febbraio 2017 (archiviato dall'url originale il 16 giugno 2016).
57. ↑  Gambara, pp. 313-316.
58. ↑  Cirillo, Godi, p. 327.
59. ↑  GuidaPiù, p. 9.
60. ↑  Marcheselli, p. 113.
61. ↑   Da leader nella commercializzazione del Parmigiano a leader nel controllo dell'intera filiera produttiva, su informacibo.it. URL consultato il 21 gennaio 2017 (archiviato dall'url originale il 2 febbraio 2017).
62. ↑   Nuova sede operativa di Parma…si comincia!, su almater.it. URL consultato il 21 gennaio 2017.
63. ↑   Villa Bertozzi, su tourer.it. URL consultato il 24 aprile 2025.
64. ↑  Dall'Aglio, p. 532.
65. ↑   La Storia della Corte di Giarola di Collecchio (PDF), su ambiente.regione.emilia-romagna.it. URL consultato il 26 gennaio 2017.
66. ↑  Dati tratti da:
  -  Popolazione residente dei comuni. Censimenti dal 1861 al 1991 (PDF), su ebiblio.istat.it, ISTAT.
  -  Popolazione residente per territorio – serie storica, su esploradati.censimentopopolazione.istat.it.
Nota bene: il dato del 2021 si riferisce al dato del censimento permanente al 31 dicembre di quell'anno.
67. ↑   Bilancio demografico popolazione straniera, su demo.istat.it.
68. ↑  Villa, p. 71.
69. ↑   Il Museo della Pasta - Percorso espositivo, su museidelcibo.it. URL consultato il 30 gennaio 2017 (archiviato dall'url originale il 2 febbraio 2017).
70. ↑   Il Museo del quotidiano, su museoguatelli.it. URL consultato il 30 gennaio 2017 (archiviato dall'url originale il 2 febbraio 2017).
71. ↑  Marcheselli, p. 116.
72. ↑   Universi, "Un treno per l'inferno": la redazione di Universi commenta il racconto di Scerbanenco, in www.gazzettadiparma.it, 20 febbraio 2020. URL consultato il 22 luglio 2025.
73. ↑   La parmigiana (1963) - IMDb, su imdb.com. URL consultato il 9 ottobre 2021.
74. ↑   Fai bei sogni, su italyformovies.it. URL consultato il 22 luglio 2025.
75. ↑   Tre allegri ragazzi morti - Persi nel telefono (Official 360° Music Video), su YouTube. URL consultato il 9 ottobre 2021.
76. 1 2 3 4 5 6 7 8  http://amministratori.interno.it/.
77. ↑   Home page, su collecchio-bs.it. URL consultato il 23 gennaio 2017 (archiviato dall'url originale il 25 marzo 2017).
78. ↑   Impianto sportivo, su collecchio-bs.it. URL consultato il 23 gennaio 2017 (archiviato dall'url originale il 2 febbraio 2017).
79. ↑   Home page, su polisportivailcervo.it. URL consultato il 23 gennaio 2017.
80. ↑   Impianti, su parmacalcio1913.com. URL consultato il 23 gennaio 2017 (archiviato dall'url originale il 17 settembre 2018).
81. ↑   G.S. Virtus Collecchio, su gsvirtuscollecchio.com. URL consultato il 15 gennaio 2023.